# Meditation on Orpheus
Meditation on Orpheus is een compositie van de wereldcomponist Alan Hovhaness uit 1958.

## Muziek
Meditation is een fantasie waarin de componist de zoektocht van Orpheus verbeeldde, die de onderwereld introk om zijn vrouw te zoeken en daarmee zijn eigen lot bezegelde. De componist schreef er zelf over: "Het is een fantasie-rondo, dat bestaat uit Intermezzos met begeleiding in vrije ritmes dan wel georganiseerde chaos, soms met mysterieus murmur, soms met driegende orkestrale climaxen als tornado’s. De zoektocht naar de liefde van een klagende Orpheus tegen een hellewind gaat gepaard met rampspoed en vernietiging." Murmur is een term van de componist zelf; het is ongelijk mompelen op muziekinstrumenten.
Er zijn twee versies van het werk. De oorspronkelijke (en favoriet van de componist) eindigt in de pianodynamiek; zo werd het stuk tijdens de première en de opname voor Bay Cities gespeeld. André Kostelanetz vond dat niet pakkend genoeg en vroeg en kreeg een forteslot, dat echter niet zo goed aansluit bij het voorafgaande.

## Orkestratie
- 3 dwarsfluiten, 3 hobo’s, 3 klarinetten, 3 fagotten
- 4 hoorns, 3 trompetten, 3 trombones, 1 tuba
- 1 stel pauken, percussie; harp, celesta
- violen, altviolen, celli, contrabassen.

## Première
Leopold Stokowski dirigeerde het Houston Symphony Orchestra in de (zeer waarschijnlijk) eerste uitvoering op 20 oktober 1958. Het werk mocht zich direct in een (relatief) grote belangstelling bevinden. Een verbijsterende schepping met sprookjesachtige boventonen, die Oosters aandoen, onheilspellende gongs, kabbelende harpen en grommende bassen was het commentaar de volgende dag in Houston Press. Het werk had daarna successen in New York, Tokio en Chicago.

### Programma
Het programma was 20 en 21 oktober 1958 als volgt:
- Carl Maria von Weber - Euryanthe-ouverture
- Ludwig van Beethoven - Symfonie nr. 7
- pauze
- Alan Hovhaness - Meditation on Orpheus
- Richard Wagner - Tannhauser-ouverture en muziek van de Venusberg.

## Discografie
Het eendelig werk mag zich verheugen in een redelijke discografie:
- Uitgave CRI en Bay Cities Music: Japans Philharmonisch Orkest o.l.v. William Strickland; (opnamen uit 1960; 1e versie);
- Uitgave Columbia Records; André Kostelanetz Orchestra o.l.v. André Kostelanetz (1977; 2e versie)
- Uitgave Delos: Seattle Symphony o.l.v. Gerhard Schwarz (juni 1994; 2e versie)
- Privé-uitgave UBC; UBC Philharmonisch Orkest o.l.v. Jesse Read (2000)